# Bad Griesbach im Rottal
Bad Griesbach im Rottal este un oraș din landul Bavaria, Germania.

## Monumente
- Mănăstirea St. Salvator⁠(de)[traduceți], sec. al XIII-lea